# Fosfatidylinositol-4-fosfát
Fosfatidylinositol-4-fosfát (PI4P) je fosfoinositid odvozený od fosfatidylinositolu, s fosfátovou skupinou na čtvrté pozici inositolového kruhu. Jedná se o minoritní, ale funkčně významnou složku buněčných membrán živočichů i rostlin. V živočišných buňkách se hromadí zejména v membráně Golgiho aparátu, u rostlin se v největší míře vyskytuje v plazmatické membráně, u kvasinek se nachází v obou zmíněných membránách.

## Biosyntéza
PI4P vzniká v buňkách zejména aktivitou fosfatidylinositol-4-kináz (PI4 kináz) z fosfatidylinositolu, případně přeměnou z difosfatidylinositidů (například činností PTEN fosfatázy z PI(3,4)P2 nebo různých PI5 fosfatáz z PI(4,5)P2).

## Výskyt v buňce
Hlavním buněčným poolem PI4P je v živočišných (např. lidských) buňkách Golgiho aparát. PI4P je zde nezbytný pro správný transport váčků z a do Golgiho aparátu a zejména pro tvorbu sekretorických váčků směřujících na plazmatickou membránu.
Kromě toho se však PI4P vytváří za určitých okolností v celé řadě jiných organel. Na endozómech se PI4P lokálně hromadí ve chvíli, kdy má dojít k tubulaci recyklačních váčků na kontaktních místech mezi těmito endozómy a endoplazmatickým retikulem. Také jistá populace lysozómů hromadí PI4P, zejména pokud buňky hladoví a lysozómy tak musí zvýšit svou proteolytickou aktivitu, aby za těchto okolností buňce poskytly dostatek živin. V neposlední řadě se PI4P hromadí na zrajících autofagozómech a jeho přítomnost je signálem pro splynutí těchto váčků s lysozómy.